# 30 avril 1989
Le dimanche 30 avril 1989 est le 120e jour de l'année 1989.

## Naissances
- Baauer, musicien américain
- Denys Loukachov, joueur de basket-ball ukrainien
- Dor Malul, footballeur israélien
- Hossam Hassan, joueur de football égyptien
- Hrant Melkumyan, joueur d'échecs arménien
- Katarzyna Grzybowska, pongiste polonaise
- Kohei Shimizu, joueur de football japonais
- Laura Ong, joueuse internationale française de volley-ball
- Nigel Levine, athlète britannique spécialiste du 400 mètres
- Phil Klein, joueur de baseball américain

## Décès
- Gottfried Köthe (né le 25 décembre 1905), mathématicien autrichien
- Guy Williams (né le 14 janvier 1924), acteur américain
- Jacques Faggianelli (né le 18 novembre 1901), personnalité politique française
- Jean-Roger Hubert (né le 30 décembre 1908), personnalité politique française
- Nelson Dalzell (né le 26 avril 1921), joueur de rugby
- Pierre Lewden (né le 21 février 1901), athlète français
- Sergio Leone (né le 3 janvier 1929), cinéaste italien
- Taiji Tonoyama (né le 17 octobre 1915), acteur japonais
- Yi Bangja (née le 4 novembre 1901), princesse coréenne

## Événements
- Découverte de l'astéroïde (6711) Holliman
- Ouverture du Parc Astérix avec notamment l'attraction Romus et Rapidus
- Au marathon de Paris, le Sherbrookois André Viger remporte l'épreuve en fauteuil roulant.[réf. nécessaire]
- Mauritanie : la France met en place un pont aérien militaire qui dans les jours suivants va permettre d'évacuer plus de 70 000 ressortissants français et sénégalais.